# 对竹镇
对竹镇，是中华人民共和国山西省临汾市汾西县下辖的一个乡镇级行政单位。

## 行政区划
对竹镇下辖以下地区：
对竹村、王家庄村、汉峪村、下庄村、刘家庄村、后王堤村、界头村、下柳村、北掌村、康和村、白家河村、塔上村、秋堰村、前坡村、西河村和闫家堰村。